# A Scandinavian Scandal
A Scandinavian Scandal è un cortometraggio muto del 1913. Il nome del regista non viene riportato nei credit.

## Produzione
Il film fu prodotto dalla Pathéplay (Pathé Frères).

## Distribuzione
Distribuito dalla General Film Company, il film - un cortometraggio in una bobina - uscì nelle sale cinematografiche USA il 19 dicembre 1913.